# Luigi Lodigiani
Luigi Lodigiani (Pontremoli, 7 janvier 1778 - Milan, 3 octobre 1843) est un relieur italien, actif à Milan.

## Galerie

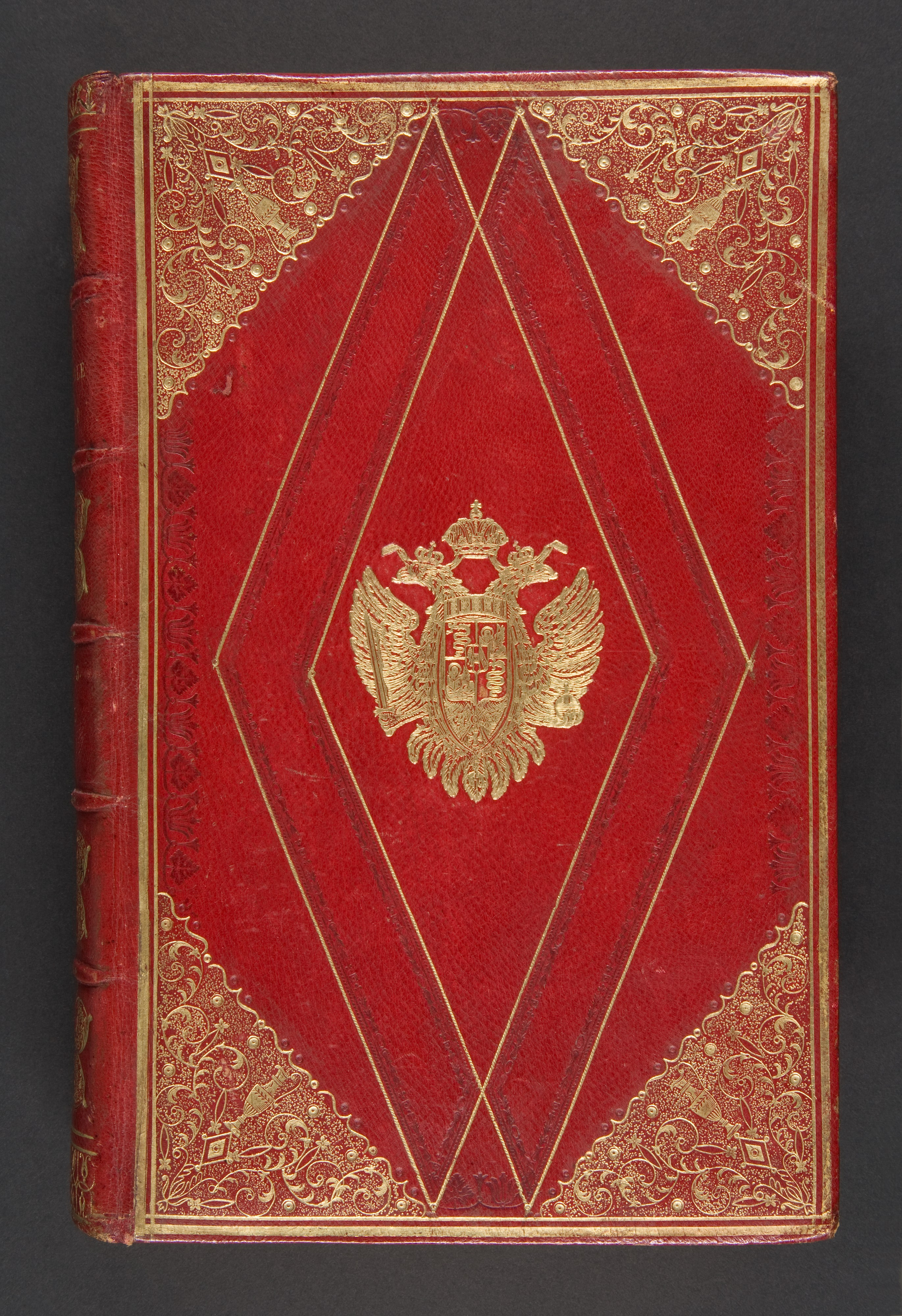
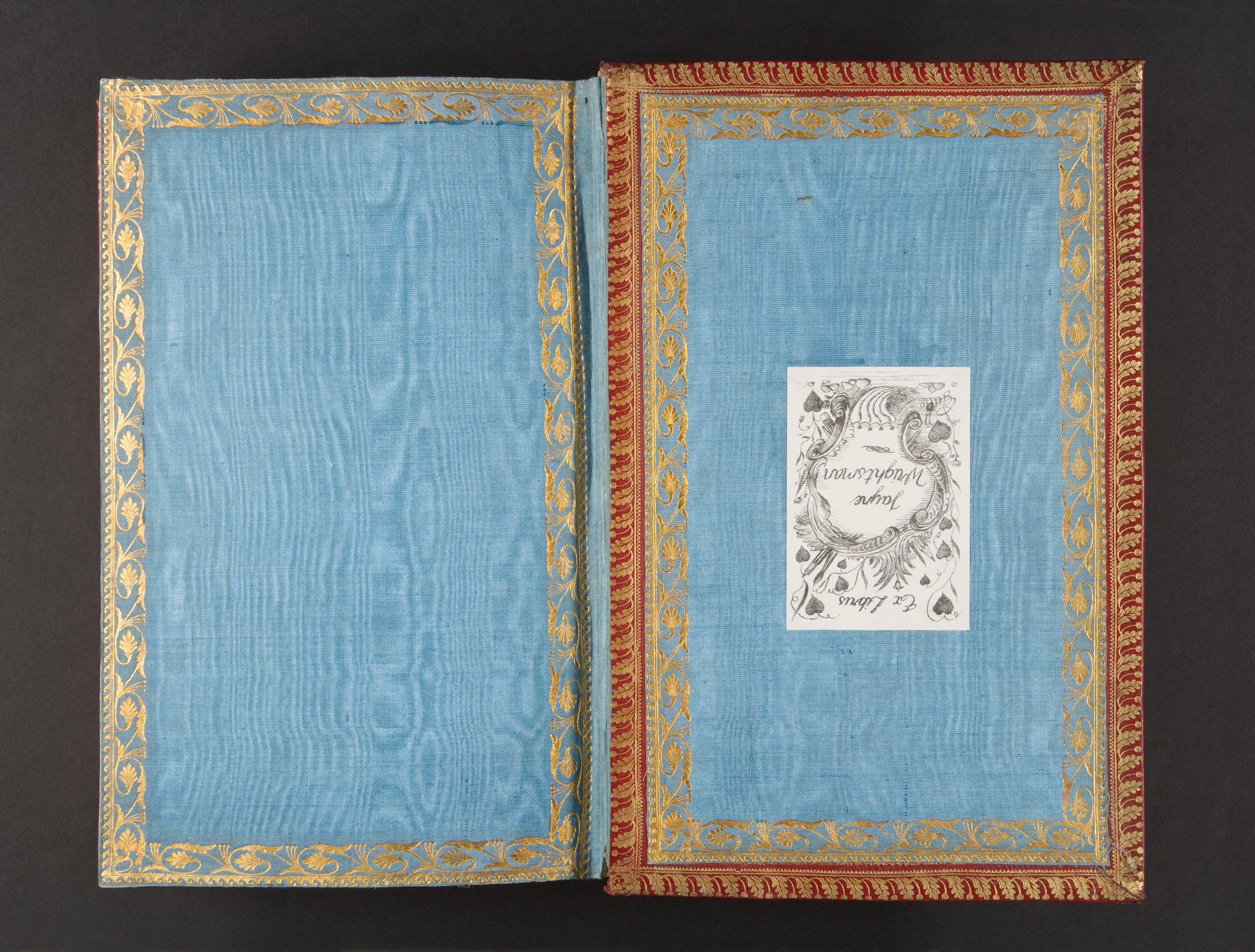

## Collections
- Bibliothèque nationale de France
- Bibliothèque du Congrès
- Metropolitan museum of art
- Chantilly, Musée Condé[2]